# '82北海道博覧会
'82北海道博覧会（はちじゅうにねん ほっかいどうはくらんかい、英: EXPOSITION HOKKAIDO '82、EXPO HOKKAIDO '82）は、北海道札幌市の北海道立産業共進会場で開催された博覧会。北海道新聞社の創立40周年記念事業の一環として企画された。

## 概要

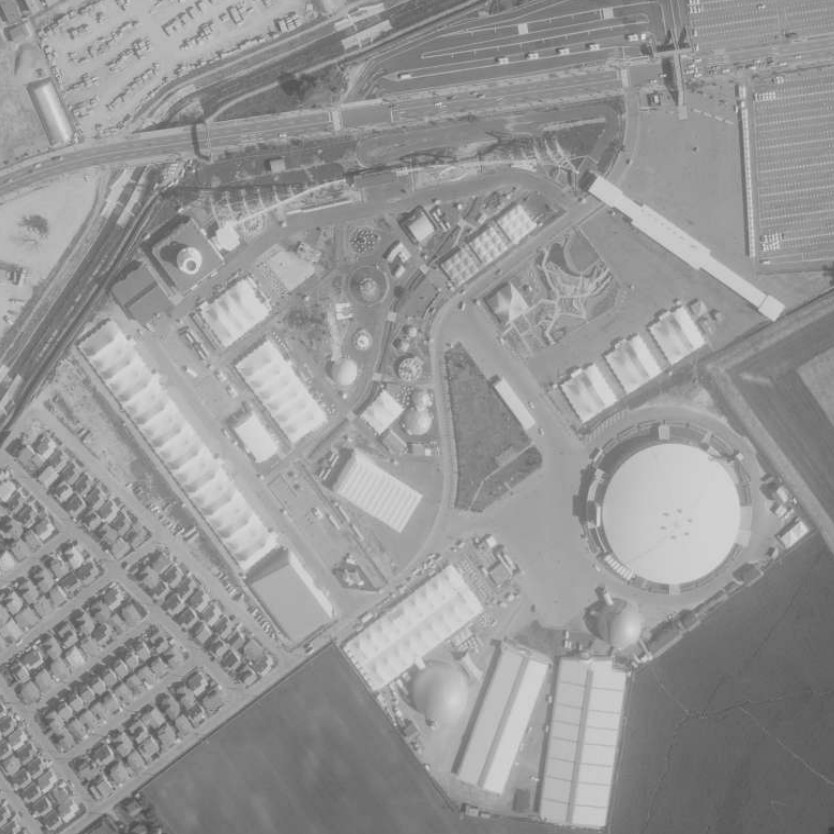
主会場全景。

青函トンネル開通や千歳空港国際化・石狩新港建設・苫小牧東部工業地帯開発等の大型プロジェクトの始動を機会として21世紀を展望しながら北海道の姿を見直す趣旨のもと、資源・エネルギー・環境・人口・高齢化社会等の人類が抱える諸問題を考えつつ産業・経済・学術・文化・レジャー等の豊かな情報の祭典を目指すとした。800以上の企業団体が出展し、総事業費200億円が投じられた。
- テーマ - 『いま、「北の時代」の出発(たびだち)』[5]
- 会場 - 北海道立産業共進会場・周辺敷地（使用面積22万4000平方メートル）[5]
- 開催期間 - 1982年（昭和57年）6月12日（土） - 8月22日（日）[5]
- 入場者 - 2,676,177名（目標250万人）
- 主催 - 北海道、札幌市、札幌商工会議所、北海道新聞社[1]
- 後援 - 文部省、厚生省、農林水産省、通商産業省、運輸省、郵政省、自治省、科学技術庁、環境庁、北海道開発庁、日本専売公社、日本国有鉄道、日本電信電話公社、日本道路公団、北海道市長会、北海道町村会、北方圏センター、北海道商工会議所連合会、北海道経営者協会、北海道経済同友会、北海道商工指導センター、北海道中小企業団体中央会、北海道森林組合連合会、北海道水産会、北海道交通安全協会、北海道農業協同組合中央会、北海道労働協会、北海道消費者協会、北海道観光連盟、NHK札幌放送局、北海道放送、札幌テレビ放送、北海道テレビ放送、北海道文化放送[1]
- シンボルマークデザイン - 後藤精二
  - ネイビーブルーとスカイブルーの配色で北海道の大地をシンボル化し、海と空を代表とする自然のイメージと人の調和を表した[5]。
- テーマソング - 未来ジューン「DOHAKU'82」（作詞・作曲：牧野昭一　編曲：牧野三朗） - 明るく爽やかに21世紀へと躍進する北海道を軽快なメロディーで表現、1982年5月1日にポリドールから発売[6]。
  - イメージソング - 未来ジューン「アカシヤ・ドリーミー」（作詞・作曲：牧野昭一　編曲：牧野三朗）
  - CMソング：松山千春「時代をこえて」[7]
- マスコットキャラクター - とべとべハック（デザイン：一戸健一 通称：ハック[8]）
  - 北海道を象徴するヒグマの子供をモチーフに赤いマントを翻し大空を飛ぶ姿を基本形とし[9]、愛称は最優秀案「ハック」を元に博覧会の躍進への思いを込めた「とべとべ」を冠する形とした[10]。
- 入場料[5][1]
  - 前売り・団体：一般1,200円・高校生800円・小中学生400円・3歳以上幼児200円
  - 当日：一般1,500円・高校生1,000円・小中学生600円・3歳以上幼児300円
  - 団体客は30人につき1人無料[11]。
  - 前売券には「お楽しみプレゼント」として賞品総額1千万円の懸賞の抽選券が付属しハガキでの応募を受け付け[12]、1982年1月15日締切の第1回抽選分は特賞3泊4日沖縄旅行50本・金賞大人用自転車50本・銀賞オリジナルトレーナー500本をプレゼントし2月6日にさっぽろ雪まつり会場で特賞を公開抽選した後北海道新聞本社内で金賞銀賞当選者を非公開抽選[13]、1982年5月末締切の第2回抽選分は第1回同様に金賞自転車50本・銀賞トレーナー500本をプレゼントし6月25日に博覧会会場にて銀賞当選者発表と金賞の公開抽選を行った[14]。
- 役員
  - 総裁 - 堂垣内尚弘（北海道知事）[15]
  - 副総裁 - 板垣武四（札幌市長）、今井道雄（北海道商工会議所連合会会頭・札幌商工会議所会頭）、岩本常次（北海道経済連合会会長）、東条猛威（北方圏センター会長）、松浦義信（北海道議会議長）、吉田一郎（札幌市議会議長）[15]
  - 会長：渡辺喜久雄（北海道新聞社社長）[15]
  - 副会長：寺田一寿男（北海道副知事）、中村龍一（北海道教育委員会教育長）、平瀬徹也（札幌市助役）、桂信雄（札幌市教育委員会教育長）、石林清（北海道商工会議所連合会・札幌商工会議所専務理事）、池田英三郎（北海道経済連合会専務理事）、気境公男（北方圏センター副会長）[15]
  - 実行委員長：鈴木英二（北海道新聞社常務取締役）[15]
  - 事務局長：阿部香作（北海道新聞社事業局長）[15]
  - 最高顧問：松野幸泰（北海道開発庁長官）[15]

## 施設・パビリオン
- テーマ館『ラウンドシアター「北の時代」』
  - 道立産業共進会場本館を利用。直径24m・幅2m・所要時間7分20秒のムービングロードに乗りながら[16]、大自然と動物と人間の調和を求める明日の北海道の姿を「北海道の大自然と動物たち」「北に生きる人びと」「未来をつくる子どもたち」の三部構成でマルチ映像やレーザー光線演出等を用い表現する。またセンターゾーンには北の時代へ飛翔する期待を表すハンググライダーに乗った少年の人形を配する[17]。出入口上部横には「三菱オーロラビジョン」を設置。
  - エントランス - 道内各地の都市空撮写真50枚を配した[18]。
  - 北海道の大自然と動物たち - 原野のドームに冬眠中のヒグマ[17]、柔らかな陽光の春の目覚めやキタキツネ・エゾシカなどの北の動物や草花が配され四季の大自然を表現する[18]。
  - 北に生きる人々 - 3面の16ミリフィルム映画と7面のスライドによるマルチ映像を用い漁民・農民・工事作業員・子供など北海道各地に生きる人々を力強く表現する[18]。文字による説明を避けイメージに訴えかける構成としBGM「シャイニング・ウェイ」はトランザムが担当、柴田陽平作詞・チト河内作曲で土の匂いを感じさせるジョン・デンバーのロックのような雰囲気とした[19]。
  - 未来を作る子どもたち - 21世紀を創る子供たちの世界として[17]、北海道と北方圏諸国の子どもたちの友情を写真パネルや指揮者の人形と対話をイメージしたレーザー光線で演出する[18]。
  - エピローグ -新しい北海道のビジョンとして苫東開発や石狩湾新港[17]、青函トンネルといった21世紀への大事業などをイメージ豊かなパネルで展示する[18]。
  - 三菱電機「三菱オーロラビジョン」 - 北海道初登場となる大型映像装置。約400インチ[20]、縦5.1m・横8.7mの大画面にニュース・スポーツ・アニメ映像を投影する他1日5回各30分間テーマ館前広場雑踏の生中継を実施[21]。
- サブテーマ館
  - エネルギー館 - 新しい電気エネルギーの仕組みを分かりやすく紹介する。ロボットの案内で明治以来百年のエネルギーの歴史、苫東火力発電所模型、国内外の原子力発電の開発状況や原子力発電所図解模型、宇宙に広がるエネルギーの未来像のパネルを展示。
    - イントロダクション - 「ENERGY」の電光文字を添えた直径3mの半球と歓迎の挨拶を発するロボットを配し、ENERGYの電光文字にたすき掛けされた電球列はサウンドセンサーにより拍手や声で点灯する仕掛けとした[22]。
    - 暮らしの中の電気エネルギー - 国産電球・ラジオ第一号や函館市電の開通・テレビ受像機の発明など[23]、明治・大正・昭和の年表・写真パネルや各時代の電化製品、古代ギリシャ・ローマ時代から現代までのエネルギーに貢献した偉人の紹介、屯田兵・和装女性・角巻姿の女性といった時代をしのばせるマネキンを配し時代とともに歩んだ暮らしの中のエネルギーを紹介する[22]。
    - みんなで考える電気エネルギー - 北電苫東厚真発電所の100分の1模型を用いた石炭搬入から発電後の環境対策までの解説、石炭の輸入状況や人間の一生におけるエネルギー消費量のパネル展示を展開。[22]
    - 明日を支える電気エネルギー - 増え続ける電気エネルギーを支える原子力発電を紹介。原子炉の模型やウラン核分裂の解説パネル、ガイガーカウンターとセシウム線源・ウラン鉱石等による放射線測定やセシウム線源と木板・鉛板等を用いてガイガーカウンターで測定する放射線遮蔽実験、日本と世界の原子力発電の現状紹介パネルを展開[22]。
    - エネルギープラザ - 光と音で描く幻想的なイメージ空間としてシンセサイザーによるBGMとともにレーザー光線とミラーによる原子シンボルの広がりの演出や、レーザー光線の乱舞による核分裂・原子のイメージ投影と光の原子核にレーザー放射機で光線を発射し命中すると光の輪や壁面照明が点滅するプレイタイムを交えた1日7回のシアター演出を展開[22]。
    - 未来のエネルギーを考える - 石油に代わる新エネルギーとして太陽・海洋・風力・地熱・バイオマスといった未来のエネルギーの概略紹介や核融合発電のイメージを展開[22]。

  - 食糧館 - 21世紀の日本の食糧基地としての北海道の期待と可能性をスケールの大きな展示で紹介し、北国ならではの豊かな食生活の紹介で食べることの楽しさを呼びかける[24]。食糧基地としての期待を象徴する北海道地図や映像上映、食糧輸入状況の電光パネル等を展示[25]
    - プロローグ - 「食べる」をテーマに食習慣や可食範囲などを考え、微生物から人間に至るまでどう食べるかをマルチビデオシステムで表現し人間の食習慣を動植物の体系や立体展示で食べることの大切さを再確認させる[26]。山型に配された15面テレビによる人間から微生物までの「食べる」をテーマとした映像上映や[25]、人間が一生70年間に食べる量の具体化を展示[26][25]。
    - メインゾーン - 北海道がどのように日本の食糧基地としての役割を果たすべきかを色々な観点から考える[26]。
      - 北海道広場 - 農業・酪農・漁業の基幹食糧生産の現状を考えるべく[26]、天井から食糧基地としての期待を象徴する農産物のイラストを描いたカラーコルトンを40枚取り付けた北海道大地図を吊り下げる[25][26]。
      - 私たちの北海道 - 世界や日本の中の北海道の食糧生産地としての重要性を浮き彫りにし、自給率向上や生産増大の努力、海洋牧場開発などをパネル解説する[26]。
      - 私たちのごちそう - マサイ族・ポリネシア・インドネシア・インド・グアテマラなど外国の食習慣と日本の食卓を実物模型などで比較する[26]。
      - エネルギーとしての食糧 - 食料のベースをエネルギー（カロリー）としてとらえ、石油や爆弾や自動車の走行距離で比較するほか、カロリー変換の実物装置で分かりやすく紹介する[26]。エアロバイクと電飾を用いたカロリー消費を具体化したアトラクションを設置[25]。

    - エピローグゾーン「自然は生きている」 - 食糧を生み出す地球循環システムの全体像を簡略化して示し、自然界のバランスの大切さを訴える。
    - ミニシアター「今、世界では!」[26] - 食糧に関する映像のミニシアターとして[25]、国連提供のフィルムや道産食材が食卓に届くまでのドキュメンタリーなどを上映[26]。

  - 北方圏館 - 北海道が未来の北方圏で交流の輪を広げていくかを北欧4ヶ国、カナダ・アルバータ州、アメリカ・アラスカ州、ドイツ・ミュンヘン、中国・瀋陽市等外国出展を通して理解を深め友好の心を育てる[27]。テーマゾーンとなるAゾーンと各地域別ブースのBゾーンから構成された[28]。
    - テーマモニュメント - 北半球儀を中心に据えた北方圏諸国の暮らしや自然を紹介するスライドシアターを中心に[29]、北海道との共通点や異なる点を浮き彫りにし、これからの生活文化を考えるヒントを与える[28]。
    - カナダゾーン - アルバータ州の大規模な資源・農牧畜開発や自然風景のパネル、名寄市産のカナダカエデの鉢植えを展示[29][28]、またカナダの様々な姿をカラフルな映像表現で紹介する[28]。
    - 中国瀋陽コーナー - 万里の長城の大型パネル、パンダの人形、工芸品等を展示[29]。
    - ミュンヘンコーナー - ゴシック・ルネサンス・バロックといったクラシックな建築様式の残る街並みの雰囲気を再現[28]。
    - 北欧4カ国ゾーン - デンマーク・フィンランド・ノルウェー・スウェーデンが出展、「冬の暮らしと室内インテリア」をテーマに冬を楽しくするアイデア等を紹介する[29]。4か国の平均的なリビングルームの再現も行われた[28]。
    - アラスカ州コーナー - 木目調の外装でトーテムポールや自然・産業がひと目で分かる写真パネルを展示[29]、漁業・林業・鉱業・毛皮を通じた日本との経済交流の状況も紹介[28]。
- ウォーキング北海道 - 豊かな自然に恵まれた北海道の自然の生い立ちと現状を認識し将来を考えるべく、北海道の自然の歴史を学び自然と親しむ広場スペース[30]。
  - 自然のひろば - 海面が現在より100m低く本州やサハリンと地続きだった[30]、2万年から1万年前頃の氷河時代の北海道の大パノラマを展開する。横80m・縦60m、水平面縮尺1万分の1・垂直面縮尺800分の1のサイズで旧石器人・マンモス・エゾナキウサギ等の生物像やグイマツ・エゾマツ・シラカバ等の苗木を配し古代の自然を演出した[31]。550tの土と日高や夕張など道内各地から集めたダンプ45台分の岩石で構築され、崩壊した岩石からは直径1.5cm-2.5cm程度の貝化石も発見された[32]。また樹木は約3千本を植え、補修用岩石は20袋を用意[33]、生物像は札幌工業高校美術部制作の41体の石膏像が用いられた[34]。また生物像は閉幕後道立手稲養護学校や道立洞爺少年自然の家に贈呈された[35]。
  - ニッカ郷土の自然館 - 300平米の館内に全道から集めた動植物・地質の研究、「寒さに生きる」をテーマにしたジオラマや動植物の冬の過ごし方を示す展示などを配置し、タキカワカイギュウの骨格などで自然科学の世界を展開しニッカの博覧会記念ウイスキーの販売やワイン・ウイスキーの試飲会も実施[30]。また6月20日からは専門家や学生等の一般グループらによる自然研究発表が行われ[36]、夏休みを中心に延べ44組218名が研究成果を披露した[37]。
- 情報未来館 - パーソナルコンピューター等未来の通信システムをふんだんに取り入れ自分の手で触れて遊ぶ21世紀のコミュニケーションの広場とした[38]。
  - 出展：日本電信電話公社、日本電気、富士通、日本アマチュア無線連盟、国際電信電話[38]
  - 日本電信電話公社「でんでんテレコムランド」 -生活と電気通信技術を紹介。テーマゾーンでは27インチのテレビを30台配しマルチコミュニケーションを伝える円柱「ラウンド・テレビ」、動物のサインで自動車電話を楽しむ「アニマル・サーキット」[39]、プッシュホンで操作する鯨ロボット「テレコンくじら」、INS高度情報通信システムのパネル等を展示[40]、プレイゾーンではファクシミリ・テレビ電話・DEMOS-E接続を用いて占い・似顔絵・落書き・じゃんけん等といったゲームを通じ最新技術をPRした[39]。
  - NECパソコンプラザ - PC-8800パソコン18台を用いたパソコン教室やゲーム、マルチスライドによるC&C技術の紹介を展開[31]。
  - 富士通「富士通ファミリープラザ」 - FACOM9450を用いてマルチ映像による観光案内表示や日程・予算の情報をプリントアウトする「ハワイトラベル・ガイド」[40]、日本語ワープロOASYS100を用い来場者名を当てはめた童話製作やラブレター製作、FUJITSU MICRO 8を用いた健康減量・クイズ・タイムラリー・宇宙旅行のパソコンゲームを展開[31]。
  - 国際電信電話「KDDふれあおう。世界と。」 - KDDが国際電話で結ぶ世界の都市15都市から4枚の写真や民族音楽のBGMをヒントに探し11桁から16桁の国際電話ダイヤル番号で解答する都市当てクイズを中心に[32]、技術・サービスの紹介や国際通話のデモンストレーションも展開[39]。
  - 日本アマチュア無線連盟「'82北海道博覧会特別記念局」 - 7台の無線機を設置し「8J8XPO」のコールサインを用い交信する[40]。
- 21世紀科学館 - エレクトロニクスとコンピューターによる科学技術の世界を展示する[41]。
  - 出展：東京芝浦電気、日立製作所、ソニー、日本アイ・ビー・エム、三洋電機、国際科学技術博覧会協会[41]
  - 東京芝浦電気：工業用ロボット「TOSMAN」を用いのて操り人形ショー[42]、パソコン「PASOPIA」によるゲームやリニアモーターの実験などを展開[43]。
  - ソニー：万華鏡式の映像システム「カレードビジョン」などでエレクトロニクスの世界を展示[42]。
  - 国際科学技術博覧会協会「EXPO'85」：コスモ星丸型のロボットや博覧会展示計画を紹介[42]。
  - 三洋電機「アモルトンランド」 - 太陽電池を用いたオブジェや家庭用ソーラーシステム・燃料電池などのパネル紹介[42]、15席の解答席と映像スクリーンで「太陽系宇宙誕生のドラマ」「太陽への賛歌」の2部構成各8分で太陽についての解説映像上映や5問の3択クイズを出題する「ソーラースクールQ&A」などを展開[44]。
  - 日立製作所 - 来場者の姿と世界の風景映像をクロマキー合成する「ビデオ・タイム・トラベル」や[45]、ブラウン管9面によるマルチビデオシステムを展示[42]。
  - 日本アイ・ビー・エム - 「大空にかける情熱」をテーマに、レオナルド・ダ・ヴィンチのヘリコプターやスペースシャトルなどの模型を配しコンピューターの役割を解説しつつ大空と宇宙にかける人間の情熱を展示する[42]。
- あすの交通館 - あすのモータリゼーションの全てと新しい交通体系を紹介し、世界をリードする日本の自動車技術から未来を描く[46]。
  - 出展：日本国有鉄道、東日本フェリー、日産自動車、三菱自動車工業、トヨタ自動車、いすゞ自動車、富士重工業、本田技研工業、東洋工業、川崎重工業、日本道路公団[46]
  - トヨタ自動車 - カリーナラリー仕様やEX-11[47]、レジャーコンセプトカーRV-5やバックソナー技術などを展示[46]。
  - 日産自動車 - フェアレディZ[47]、パルサーやFF・ターボ・DOHC・カーエレクトロニクス技術を展示[46]。
  - いすゞ自動車 - ビッグホーン[47]、ジェミニ、ニューパワー等を展示[46]。
  - マツダ - MX-81、ファミリア等を展示[46]。
  - 本田技研工業 - シティ、モトコンポ、アコード、スカイ、ラルト ホンダ RH-6-81等を展示[46]。
  - スバル - レオーネセダンと4WDバンや4WD技術等を展示[46]。
  - 三菱自動車 - コルディア[47]、パジェロ、スタリオン等を展示[46]。
  - 川崎重工業 - 札幌市交通局6000形電車を実物大でかたどった外装[47]。陸海空の川崎重工の乗り物の模型やオートバイ実物などで交通技術のすべてを解説する[48]。
  - 日本国有鉄道 - リニアモーターカーをモチーフとした外装[47]。大量・高速・安全な鉄道の特性を活かした省エネ時代の輸送機関としての国鉄の将来像を紹介[48]。
  - 東日本フェリー - 無限の奥行きを見せる波の造形やフェリーの仕組みがわかるディスプレイを展示[48]。
  - 日本道路公団「「北の時代の出発」は高速道路から」 - 明日の生活と道路の結びつきを楽しみながら実感する展示として[48]、北海道内の高速道路計画図を模した電光パネルによる「高速道路のできるまで」やビデオコーナーを展開[47]。
- 人・自然 環境館 - 新エネルギー開発や省エネ問題など未来への課題とともに次世代に残す生活環境のビジョンを最新技術を駆使し展示する[49]。
  - 出展：昭和アルミニウム、北海道木質材料需要拡大協議会、日本ガス協会北海道部会、ほくさん、三菱重工業、三菱商事、YKK吉田工業、北海道紙パルプ協議会、石狩開発・苫小牧東部開発、矢崎総業[49]
  - 日本ガス協会北海道部会「ガスフレームランド」[49] - 都市ガスの歴史や点灯ゲーム、炎のイメージ診断などゲームや遊びを通し身近なガスを学習する[50]。ガス冷房を内蔵した大人用と子供用2本の入り口トンネル、凸面鏡でガスの炎とガス坊やがサイズを変えるワンダーフレーム、明治5年から現代のガスエンジンまでのガスの歴史を紹介する「ガスとくら史」、炎の色や形状の連想から来場者の性格をコンピューター診断する炎のイメージ診断、明治時代の赤レンガ建築をもした壁画を中心に2mのガス燈2基と2体の点灯係の法被姿ガス坊や人形と発電用自転車で発電力に応じ人形がはしごを上り点灯する速さを競うガス灯点灯ゲーム、足で鍵盤を踏み鳴らし五線譜のおたまじゃくしのランプが灯るジャンボエレクトーン、道内13事業者15事業所のガス事業者PRパネル、安全対策説明パネル、寒冷地技術研究開発センターPRを展開[51]。
  - ほくさん - 事業紹介写真パネルや太陽電池で動くジャイロゴマや永久振り子などを展示[50]。
  - 北海道紙パルプ協議会  - 全長4.8mの紙製ステゴサウルス模型「ペーパーザウルス」とシーラカンス紙製模型を展示[50]。
  - YKK吉田工業 - 南極と同等の実験空間によるサッシの特性展示やPRパネルを展開[50]。
  - 苫小牧東部開発・石狩湾新港地域 - パノラマ模型やパネルで大規模工業開発計画を紹介[50]。
  - 三菱重工業・三菱商事 - 公害防止技術や資源再利用システム等を写真パネルやパノラマ模型で紹介[50]。
  - 昭和アルミニウム - 太陽熱システムの紹介や[52]、地熱利用融雪システム紹介・パネル展示を展開[50]。
  - 矢崎総業 - 屋外にて太陽熱温水器システム「ブルーパック」を展示[49]、手洗い場として使用[52]。
  - 北海道木質材料需要拡大協議会「住まいと木」- 「木の良さを見つめ直そう」をテーマに「人と木の関わり」「これからの木の利用」等実物の木材やビデオなどで21世紀に向けての木の重要性を表現する[52]。
- にんげん広場 - 健康、スポーツ、ファッション、ベターリビングなど暮らしの新しいアイデアを展示する。
  - 出展：北海道郵政局、合同酒精、ヤクルト、美津濃、三和シヤッター、資生堂、日正ヒーティング
  - 合同酒精 - 長さ6m・直径2mのソフトゴードー瓶オブジェや大雪山連峰と水脈のパネルなどを展示[53]。
  - ヤクルト - 木製の怪獣型滑り台「アスレチックアニマル」やスポーツと健康にかんするパネル展示[54]、製品ショーケースを展示[53]。
  - 北海道郵政局 - 世界の珍しい切手の展示や[54]、札幌市内各郵便局のスタンプコーナーや電子郵便の引受等を行うカウンターを置いた郵便コーナー[53][55]、貯金オンラインシステムを解説する電光式日本地図や通帳の歴史紹介を展開する郵便貯金コーナー[55]、標準家庭をモデルとしたライフサイクルをイラスト画面と音声で紹介する他簡保年金福祉施設のスライド紹介を展開する簡保年金コーナー[55]、郵政三事業をPRする超大型テレビによるビデオコーナー[55]、スタンプ押印を行うパンダロボットを展開[56]。札幌市内の風景を描いた絵葉書に切手を貼り描かれた各地域の風景印を押した「札幌風景画集」の販売も行った[56]。
  - 三和シヤッター工業 - あらゆる角度から建物を見つめたシャッターの新技術を展示[54]。階段「サンステップ」や[54]、間口10mの省エネシャッター「スーパー10」を紹介[53]。
  - 日正ヒーティング - システム暖房「エンドレスユニット」の紹介や[53]、給湯システムの実演を実施[54]。
  - 美津濃「SPORTS 2001」- アウト・セーフ自動判定機など21世紀のスポーツ用品をイラストパネルも交えつつ紹介する[53]。
  - 資生堂「資生堂スキンケアハウス」 - 特殊テレビを用いた肌や美容の相談、香水「シャワーコロン」の試供やミニボトルがプレゼントされるスロットゲームを展開[53]。
- ダイエーパビリオン「体験劇場 オムニマックスシアター」 - 神戸ポートピアで人気を博した70mmフィルムの3倍のサイズの大型フィルムを用い魚眼レンズで直径23mのドームスクリーンに投影される体験映像「ワールドコースター地球一周19分」を上映、売店「ダイエーワールドバザール」と軽食堂「ダイエーワールドスナック」を併設[31]。収容人数450名、高さ39m、ドーム直径36m、音響出力3000W 6チャンネルサウンド[57]。期間中最大6時間待ちの人気を誇り約58万人が入場[37]。
  - ワールドコースター<地球一周19分> - 小中学生による子供100人委員会による構成のもとパラオの海中、オーストラリアのコアラやカンガルーなどの自然動物、グランドキャニオン飛行、ニューヨークの自由の女神やセントラルパークや摩天楼の上空、南ドイツのノイシュバンシュタイン城、スイスのマッターホルン、ケニアのサファリなどジェットコースターに乗った気分で地球を一周する体験映像。監修：浅井慎平、音楽：松岡直也、詩：清水哲男、ナレーション：斉藤とも子[57]。
  - ダイエーバザール - 博覧会記念ウイスキーなどを販売するサントリーコーナー、オムニマックスのロゴ入りバッグや博覧会のロゴ入りノート・ハックぬいぐるみ等を販売するキャラクターコーナー、ディズニーコーナー、北海道名産コーナー、京都名産コーナー、沖縄名産コーナー、中国物産コーナー、プランタンコーナーを設置[57]。
  - ダイエースナック - ハンバーガー・ドーナツ・アイスクリームなどの軽食やビール・ウイスキーといったドリンクを販売[57]。
- サントリーウォーターランド - 「ミラクル・ウォーター」(水の博物誌)をテーマに[58]、4チャンネルスピーカーと6,036本のノズルによるコンピューター制御の泡噴水で北海道の形状や雪の結晶・スズラン・蟹・札幌時計台等の北海道にまつわる図形の描写や泡のスクリーンへのアニメ映像の投影といった水と光の変幻自在な演出による直径7mの円形噴水「エレクトロ・ファウンテン」や[59]、福田繁雄「酔族館」や島添昭義「おかしな動物園」など[60]、海賊を模した人形ジオラマなどで水の不思議な世界を展示するとともに[61]、レストラン「サントリーガーデン」や[62]、博覧会記念陶製ボトルウイスキーなどを販売する記念品ショップを併設[60]。坂根進がプロデューサーを担当[59]。
- 日本専売公社館「しがると」 - 塩とタバコの知識の広場として[63]、直径90cm・重さ2tのポーランド産巨大岩塩塊や、塩の結晶で作られた帆船「カティサーク」の模型[63]、タバコの歴史パネル[64]、たばこと塩の博物館所蔵の世界の珍しい喫煙具等たばこの東西文化史[65]、専売公社函館工場から持ち込まれた巻上機・包装機を用いての分速2,500本のマイルドセブン製造実演などを展示[66][63]。マイルドセブン5箱以上購入で来場者がカラーペンで好きなデザインを描きパッケージングする「パーソナルたばこ」の作成も可能となっていた[66]。名称はシガレットとソルトを合わせた物[63]。
- UCCコーヒー館 - コーヒーカップ167万杯分の大きさの巨大コーヒーカップを屋根にシンボルとして据え[67]、「Good Day! Nice Friends!新しいふれあいを求めて」をテーマに神戸ポートピアでの展示を基にコーヒーと人間の歴史や文化を紹介する[68]。コーヒーの栽培から家庭までを追った映画「コーヒーの世界」のミニシアター上映、アラブのベドウィン族のコーヒーパーティー・19世紀ロンドンのコーヒー屋台・アメリカ西部開拓時代幌馬車隊の野営風景といったコーヒー史の再現人形による記念撮影スポット[69]、ベートーベンやルソーなど偉人とコーヒーの関係の紹介を通し暮らしの文化としてのコーヒーの世界の展示を行いUCC商品販売コーナーも併設する[67]。屋外のイベント広場「UCC Cafe Plaza」では会期中を通し「UCCガールズ」によるコーヒーミュージカルや[70]、開幕から7月17日にブラジルサンバショー・18日以降はメキシカンサウンドコミュニケーションといったコーヒー原産国ブラジルやメキシコに因んだイベントを実施[71][72]。
- 市民生協レインボー館 - 高さ15m・600平米のエアドーム内で、より豊かな暮らしと平和を求める市民生協の姿勢を理解させる[73]。
  - シンボルモニュメント - 水滴が数多く集まり巨大な光と音と虹をつくる「水のファンタジー」から、生活協同組合の理念を表現する[73]。
  - 生協の広場 - 世界と日本の生協運動の歴史をパネル紹介する[31]。
  - 文化と生協 - 油絵や書道など組合員の美術作品を展示する[31]。
  - サークルと生協 - アートフラワーや刺繍など組合員のホビー作品とサークル活動を展示する[31]
  - 健康と生協 - 食品の研究開発や組織活動で健康を追求する姿を展示する[31]
  - 平和と生協 - 世界各国の戦争や核保有状況や福祉・ボランティア活動を紹介する[31]
  - 暮らしと生協 - 健康・朝食・買物チェック等で来場者の暮らしを再点検するパソコンコーナーを設ける[31]。
  - 展示販売コーナー  - プライベートブランド「COOP商品」の展示販売[31]。
- ウエシマ子どもサーカス館 - リング・リング・ブラザース・サーカスをモデルとした5万体の模型によるサーカスジオラマ「アーニーズ・ミニチュアサーカス」や[74]、喫茶室・販売コーナーを展開[75]。
- 雪印館 - 「楽しい食生活」をテーマに純白のテント内に酪農の全てが分かる資料パネル展示、雪と牧場をテーマにスマーフなどを配したファンタジーランドのオブジェ、レストランなどを展開[76]。
  - 歴史コーナー - 日本の近代化と日本人の乳製品の歩みである雪印の歴史を写真や資料で紹介[31]。
  - 牛乳、バター、チーズコーナー - 乳製品の歴史・生産工程・食生活との関係等の解説やQ&Aコーナーを展開[31]。牛乳コーナーには集乳缶、バターコーナーにはバターチャーン、チーズコーナーには製造プロセスの紹介を展示し各分野ごとに歴史解説を取り上げた[77]。
  - 生き生き健康コーナー - 乳製品を中心に年代別の健康のあり方と科学を考える[31]。
  - コミュニケーションコーナー - 世界で親しまれる乳製品を通し世界と日本の繋がりを紹介[31]。
  - 雪印ファンタジーランド - スマーフを案内役に光とミラーを組み合わせたオブジェ[31]。雪印食品・雪印種苗などグループ企業が協力し合い総合食品企業を目指すビジョンを表現した[77]。
  - ファミリーレストラン - 乳製品や肉製品を中心とした食堂、土産用のワインやチーズの販売も実施[31]。
- 三井天馬館 - ギリシャ神話のペガソス（天馬）をモチーフとした高さ11mのパビリオン内にシンセサイザーのBGMとともに光と鏡を組み合わせた無限の広がりの中で黄金の天馬像を中心に、輝く無数の星空、天馬のいななきや雷鳴、やスポットライト光と床面振動などで現実離れした神話の世界を演出する[31]。泉の音とシンセサイザー音楽による神秘的サウンドの世界、星の世界、黄金のペガソスが現れる幻想の世界、ペガソスに触れいななきが響く音響の世界、雷光と雷鳴による振動の世界の5パートによる構成で演出された[78]。館外ではギリシャから取り寄せたアギアスモスの泉の水も配置され、これに因み巫女役の女性がパビリオンを清めるアギアスモス例祭も展開された[79]。閉幕後1983年には上川町のポンモシリ内に移設された[80]。
- 全国観光と物産館 - 「旅の風・日本の心と技を求めて」をテーマに[81]、道内14の広域観光連盟を含む、全国47都道府県のPR展示や工芸品・物産品販売を展開[82]。
  - 各都道府県毎の47コーナーを巡るスタンプラリーや[82]、郷土芸能を披露するミニステージも併設する[31]。
  - 7月17日から30日には、東京都コーナーで多摩動物公園から持ち込まれたジャイアントパンダ「カンカン」の剥製を特別展示した[83][8]。
  - 7月4日・8月17日に岐阜県、7月18日に福井県、7月20日に東京都、6月15日・30日・19日・20日に北海道のイベント、8の付く日には道産酒試飲会を開催[84]。
- ワールドバザール館 - 世界各国の物産販売を5つのゾーンに分けて展開。軽食レストランや地方発送カウンターも併設する[85]。
  - ワールドプラザ - バラエティ溢れる世界のグッズを取り揃える[85]。
  - ハッピーアベニュー - 市場のような賑やかさで多くのミニショップを展開する[85]。
  - メモリアルアベニュー - 北海道の民芸品や工芸品を揃える[85]。
  - スイートアベニュー - 世界の人形やお菓子を販売[85]。
  - ユニバーサルアベニュー - 趣味やおしゃれやスポーツなどのパーソナルグッズを販売[85]。
- サッポロビール直営レストラン「ライオン」 - サッポロビール工場直送の生ビールやふんだんなメニューを提供[86]、ジンギスカンや魚介類や和洋中のメニューを備えた博覧会最大の飲食施設とし、横には500平米・水深20cm・清水100tの人工池を併設しプラスチックの浮き板を設け水遊び場としての機能を備えた[87]。

遊園地「ファミリーランド」

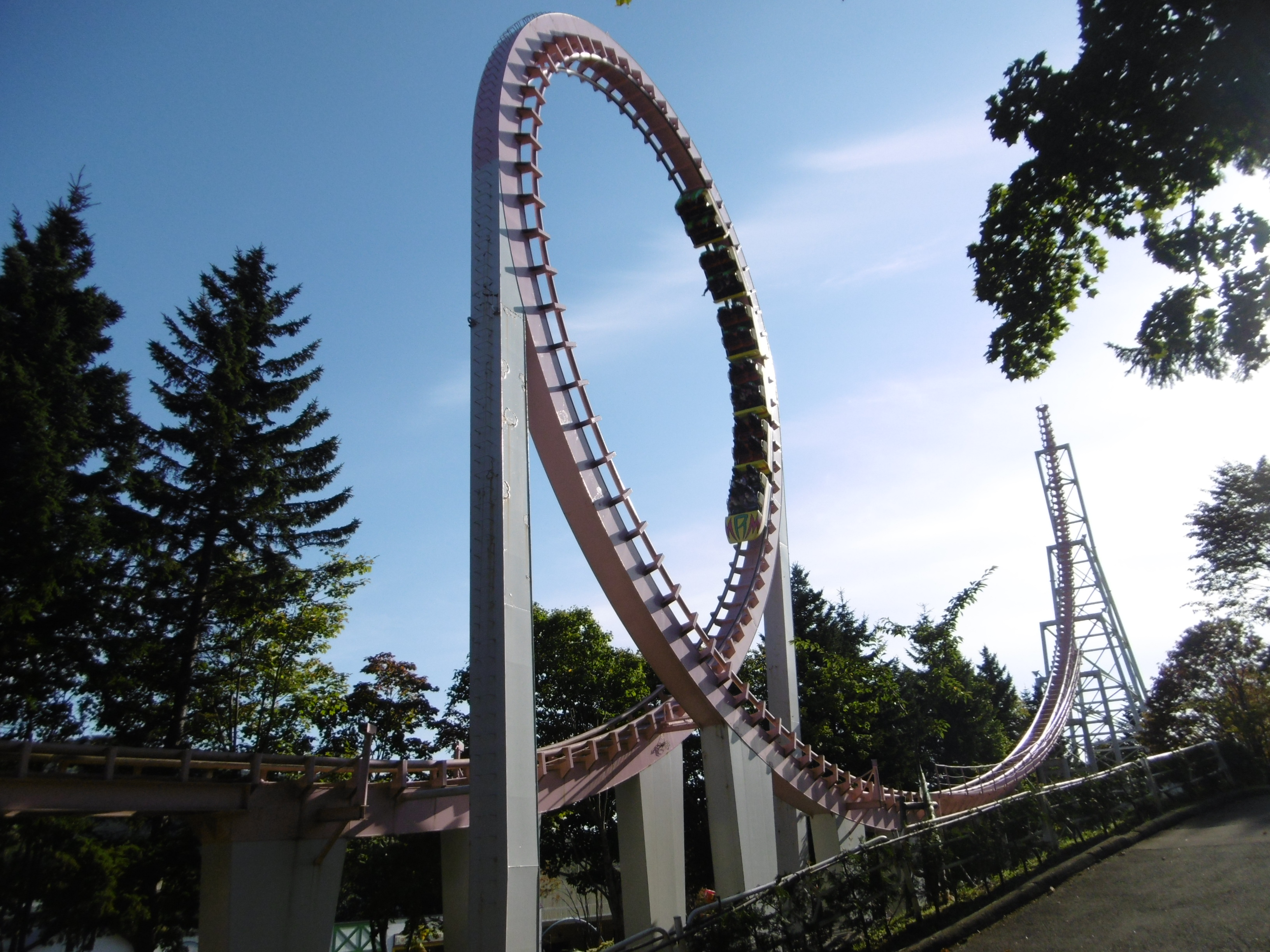
ルスツリゾートに移設されたループ・ザ・ループ（2021年）

面積2万5千平米、大型機を明昌特殊産業・小型機をエイト・レジャー物産が運営。
- 大型遊具（いずれも明昌特殊産業製[88]）
  - ジェットコースター「ループ・ザ・ループ」
    - 最高地点46.4m・ループ部縦23.7m・横17.2m[16]・直径21m[89]、最大過重力3.5G[90]、6両編成24人乗り[91]、全長313m・引き上げ角度29度・引き上げ高さ41m・最高時速90km[89]。
    - 北海道初の大型垂直ループコースター[92]。博覧会の目玉として期間中最大4時間待ち・約30万人が乗車[37]。また加森観光が運行業務を行い[93]、先頭車両には加森観光が保有する「DAIWA RUSUTSU（大和ルスツ）」の広告ロゴが貼られていた。

  - 大観覧車
    - 高さ40m、ゴンドラ16基、定員計64名[16]。

  - ツイスター[31]
  - モンスター[31]
  - アストロファイター[31]
  - スーパーチェア[31]
  - バイキング「ツインドラゴン」[31]
- 小型遊具
  - ゴーカート（コース360m、カート約50台[16]）
  - パラトルーパー[31]（明昌特殊産業製[88]）
  - スリラーハウス[31]
  - ザ・バイキング[31]
  - バッテリーカー[31]（車両約30台、走行区域約70平米[88]）
  - スペースカー[31]（明昌特殊産業製[88]）
  - ジャンピングカー[31]（明昌特殊産業製[88]）
  - シネ2000[31]（明昌特殊産業製[88] 180度スクリーン・6チャンネルマルチ音響映像[92]）
  - ファイファキャプテンキット[31]
  - 小型乗り物[31]
  - 射撃アラモ[31]
  - バスケット[31]
  - 風船割り[31]
  - 射的[31]
  - プレーコーナー[31]
  - ミニ鉄道SL[31]
  - ミラーハウス（7月17日追加）[71]

閉幕後はループ・ザ・ループ、バイキング、大観覧車など7機種をルスツリゾートへ移設。
その他施設
- メインゲート - 横幅146m・高さ4.6m・奥行5.2mで改札口18口・左右に入場券売場9口ずつを配し鋼鉄球と鋼鉄パイプを組み合わせた骨組による「メロシステム」工法を用い一文字あたり4.5m四方による「'82北海道博覧会」のロゴを配した[95]。
  - 事務局[95]
  - 警備本部[95]
  - 豊平警察署臨時派出所[95]
  - 救護所[95]
  - プレスルーム[95]
- イベントステージ「おまつり広場」
- モニュメント「はばたく」 - 伊藤隆道作、北海道の21世紀への飛躍をイメージした可動式の作品でメインゲート前に設置[96]。
  - 日本冶金とナスエンジニアリングの共同で制作し日本冶金の耐候性ステンレス鋼を用い[97]、高さ5.9m・幅4.5mで直径9cmのステンレスパイプ製で回転した姿が鳥の羽や翼が羽ばたく姿に見えるイメージとし[98][99]、閉幕後は滝川市学習等共用施設（後に滝川市中央児童館、現・滝川市中央児童センター）前に移設[100][99]。
- 駐車場（中央1374台・東513台・北580台計2467台収容[101]、駐車料1台1000円[31]）
- バスターミナル（路線バス・団体バス）、ハイタク乗降場[31]
- バイク・自転車置き場（無料）[31]
- ベビー休憩所（7月14日設置）[35]
- 道内212市町村旗 - 夕張市のみ北炭夕張新炭鉱ガス突出事故を悼み掲出を自粛。

## 主なイベント
カッコ内は開催日と出演者。期間中全イベントを合わせ総出演者141組、公演数214回、スタッフ数4,700名を数えた。
おまつり広場
- NHKFM歌のライブプラザ（6月12日 堤大二郎、倉橋ルイ子、アラジン、中原めいこ[102]、高田みづえ、未来ジューン[103]）
- '82道博歌謡ステージ（6月13日・14日）[31]
  - 13日出演：金田たつえ、未来ジューンほか[104]
  - 14日出演：川中美幸ほか[104]
- '83ミス・インターナショナル、ミス・ワールド日本大会（6月18日公開リハーサル、19日大会本選 司会：岡田眞澄[16]、叶和貴子[35] 審査員：三船敏郎、丹波哲郎、倉本聰[105]、浅茅陽子、山野愛子、鈴木英二道博実行委員長[35] ゲスト：B&B[106]）[31]
- でんでんマイ・タウンコンサート（6月20日 札幌交響楽団、指揮：山本直純 ゲスト：HBC少年少女合唱団、子門真人、菅原文太）[107]
- グアムチャモロダンス（6月27・29日）[31]
- UHBハッピー!グアム☆グアム公開録画（6月28日 司会：あのねのね アシスタント：リリーズ ゲスト：香坂みゆき、松原みき、おぼん・こぼん、春やすこ・けいこ、ジミー・ディー&チャモリータ 提供：グアム政府観光局）[31][108]
- HBCラジオ歌謡ショー（7月3日・10日）[31]
  - 3日出演：石川ひとみ、長坂純一、キッパーズ[109]
  - 10日出演：堀江美都子、合田道人[110]
- HBCダイナミックサタデー公開生放送（7月10日 三升家勝二）[110]
- ウエシマ・エキスポフェスティバル（7月11日 寺内タケシとブルージーンズほか）[31][111]
- FM北海道開局記念・赤い羽根35周年道博コンサート（7月17日 佐々木幸男、蓑谷雅彦、相馬美好）[31][112]
- スバル・岩崎宏美との集い（7月17日 あすの交通館スバルコーナーにてサイン入りハンカチ整理券200人分配布）[112]
- STVラジオサンデージャンボスペシャル公開生放送（7月18日 出演：研ナオコ、石川ひとみ、詩織、ヒロスケ、蓑谷雅彦）[31][113]
- 東京都の日 大江戸まつり春秋（7月20日 海老一染之助・染太郎、高橋キヨ子、岩井紫若社中ほか[114]）[31]
- 水野きみこショー（7月21日）[115]
- フライングコンサート（7月23日 田中義剛、ステラ他）[35]
- ミュンヘンデー（7月26日）[31]
- 苅谷俊介歌の集い（7月27日）[116]
- 郷土民謡を唄う（7月30日 佐々木基晴ほか）[117]
- UHB・FM北海道公開収録 第24回ポピュラーソングコンテスト北海道大会（8月1日 司会：大石吾朗、ゲスト：伊丹哲也&サイドバイサイド）[118][35]
- NHKFM夕べのひととき公開録音「道博ライブ熱風コンサート」（8月2日 - 6日）[31]
  - 2日出演：研ナオコ、右左、手風琴[119]
  - 3日出演：塚田洋人、中山望、ステラ、手風琴[120]、雪姫、SCENE[35]
  - 4日出演：長坂純一、横内淳、小巻寛子、手風琴[121]
  - 5日出演：ロス・インディオス&シルビアほか[122]
  - 6日出演：蓑谷雅彦、スターボウー[123]、手風琴、稲村一志とイエロープレス[35]
- 理恵と歌おう三菱ドライビングポップス（8月7日 中原理恵、境長生、相馬美好）[124]
- ウエシマぬいぐるみバラエティーショー（8月8日 劇団カッパ座）[115]
- 劇団ピッカリ座 ぬいぐるみ劇場（8月9・10日）[115]
- 合田道人コンサート（8月12日）[32]
- FM北海道開局記念トリオFMライブコンサート（8月14日 司会：井上篤朗、松本つぐみアナウンサー ゲスト：ウエストウッド、境長生、堀江美都子、山本達彦）[125][126]
- FM北海道開局記念マクセル・ライドオンタイム号キャラバン&松原みきコンサート（8月18日）[127][128]
- FM北海道開局記念ハドソン・ソフト道博コンサート（8月21日 福島邦子、安全地帯、ベーカーショップ・ブギー）[127][129]
- アラスカデー（8月16日）[128]
- アルバータデー（8月17日）[128]
- 劇団ピッカリ座公演（8月19日）[115]
- 日産マーチ公開抽選会（8月20日 キッパーズほか）[127]

あすの交通館
- ジェリー藤尾夫妻オープニングバラエティーショー（6月12日・13日 ジェリー藤尾、渡辺とも子 トヨタ自動車ブースにて開催[103][33][35]
- 高岡祥郎・泉アキジョイントサイン会（6月27日 富士重工ブースで開催）[35]
- 国際ラリードライバー篠塚建次郎サイン会（7月17日 三菱自動車ブースにて開催）[112]

にんげん広場
- 千葉真一イベント（6月26日 合同酒精コーナーにて開催）[35]
- 高橋英樹サイン会（7月2日 合同酒精コーナーにて開催）[35]
- 石森章太郎サイン会（7月31日 合同酒精コーナーにて開催）[130]
- 古谷三敏サイン会（8月14日 合同酒精コーナーにて開催）[125]

21世紀科学館
- ヘレン笹野サイン会（6月27日 東芝コーナーにて開催）[35]

## 沿革
- 1980年
  - 6月 準備会発足[131]
  - 9月 - 出展交渉開始[132]。
  - 9月27日 - 第一回実行委員会実施。会期を1982年6月12日から8月17日まで、会場に道立産業共進会場周辺、総事業費約50億円、来場者数120万人の計画とする[3]。
  - 10月 - 事務局設置[131]
  - 11月4日 - 第一回幹事会開催[132]。
- 1981年
  - 1月7日 - シンボルマーク、入場料決定[131]。
  - 2月 - 会場パビリオン構想決定[131]
  - 5月18日〜6月5日 - 第一次全道キャラバン広報実施、道南道央を巡る「すずらん隊」と道北道東を巡る「はまなす隊」に分かれ道内全ての支庁・市町村や商工会議所、北海道新聞支社支局など400箇所以上を巡回した。
  - 6月12日 - 前売券発売[12]
  - 6月29日 - 札幌三越に開幕日までの残り日数を表示する電光掲示板付きの大時計を設置[133]
  - 8月 - マスコットキャラクター公募[131]。
  - 10月13日 - 会期を5日延長し8月22日までとする[131]。
  - 10月21日 - 地鎮祭開催[131]
  - 10月末 - マスコットキャラクターデザイン決定[9]。
  - 11月7日 - マスコットキャラクター愛称を公募[131]、30日締切[9]。
  - 11月16日 - パビリオン着工第一陣としてサントリー館の地鎮祭を開催[134][131]。
  - 12月20日 - マスコットキャラクター発表[131]
- 1982年
  - 2月6日 - 第一回前売り券抽選会実施、笠谷幸生や松村和子がゲスト出演[7]。
  - 3月 - テーマソング決定[6]。
  - 3月20日 -  建設工事開始
  - 4月1日 - パビリオン建設開始
  - 4月2日 - UCCコーヒー館、ワールドバザール館、全国観光と物産館着工[135]。
  - 4月24日 - 第2回実行委員会にて身障者・介護者を対象とした特別割引入場券設定と30億1800万円の実行予算案を承認[136]。
  - 5月13日〜28日 - 第二次全道キャラバン広報実施、2階建てバス試乗会を兼ねたPRとした。
  - 5月20日 - 道立産業共進会場内のテーマ館展示設営を開始[137]
  - 6月9日 - プレスプレビュー開始、その後三日間に分割し実施。
  - 6月11日 - 札幌パークホテルで関係者400名出席の前夜祭、豊平川河川敷にて博覧会記念の全国花火コンクールを開催し観客14万8000人を動員[138]。道内外20社が参加し約1万発を打ち上げた[139]。
  - 6月12日 - 開会式。午前8時20分からメインゲート前で北海道警察音楽隊とカラーガード隊の行進に始まり北海道バトン連盟指導員と北星学園女子高校バトントワリング部によるバトントワリング演技の後、博覧会実行委員長の鈴木英二北海道新聞社常務取締役の開会宣言と堂垣内尚弘北海道知事・板垣武四札幌市長挨拶、来賓の松野幸泰北海道開発長官・中川一郎科学技術庁長官・箕輪登郵政大臣からの祝辞、風船を持った幼稚園児82名とコンパニオンが入場し午前9時に道知事・札幌市長・博覧会実行委員会副総裁の今井道雄札幌商工会議所副会頭・実行委員長の渡辺喜久雄北海道新聞社社長・来賓閣僚3名・開幕日に1歳の誕生日を迎え2001年に20歳となる札幌市豊平区在住の男女児各1名と各児の母親[140]・ミスインターナショナルとミスワールドの北海道代表各1名の計11組によるテープカットを行い風船3600個を打ち上げた[141]。
  - 6月17日 - 来場者10万人達成[35]。
  - 6月24日 - ジェットコースター「ループ・ザ・ループ」にて午後4時40分頃回転開始前にフロントタワーを上昇中の車両（乗客20名）が最頂部手前高さ約40m付近で停止。原因は自動運転中に操作員が誤って手動操作レバーに触れ非常停止装置が作動した事とされ、車両は安全確認の後動かし試運転を経て平常運転を再開[93]。
  - 7月4日 - 来場者50万人達成[35]。
  - 7月16日 - 八尋俊邦三井物産社長、岡田茂三越社長・田中文雄王子製紙会長・岩田弍夫東芝会長ら三井グループ二木会幹部が来訪[35]。
  - 7月17・18日 - 開場時間を試験的に8:30 - 18:30に延長[72]。
  - 7月24日 - 札幌市内小中学校の夏休みに合わせ開場時間をこれまでの9:00 - 17:00から8:30 - 18:30の二時間延長とする。
    - 21世紀科学館、あすの交通館、情報未来館、環境館、にんげん広場、三井天馬館、ワールドバザール館、全国観光と物産館は従来通り9:00 - 17:00営業とした[71]。

  - 7月23日 - 警備本部に「ループ・ザ・ループ」への爆破予告電話が入り、点検の結果異常は発見されなかった[35]。
  - 7月25日 - 来場者100万人達成[35]。
  - 8月2日 - 台風10号に伴い午後にループ・ザ・ループ、午後4時半にダイエーパビリオンの営業を中断する[35]。
  - 8月5日 - 来場者150万人達成[35]。
  - 8月7日 - 開場時間を8時20分に繰り上げ[35]。
  - 8月11日 松園尚巳札幌ヤクルト社長が来訪。
  - 8月13日 入場者200万人達成[35]。
  - 8月14日-16日 - お盆期間に合わせ開場時間を8時10分に繰り上げ[35]。
  - 8月16日 - 会期中最高の10万864人入場[35]。
  - 8月19日 - 目標来場者数である来場者250万人を達成[35]。
  - 8月22日 - 閉会式開催。午後5時より五段雷打上花火と札幌光星高校ブラスバンドの演奏から始まり鈴木英二実行委員長の閉会宣言、博覧会・主催4団体・全道212市町村各旗の降納、鈴木実行委員長から9外国政府機関・都市と出展企業・建設会社ら関係者73名への感謝状贈呈、コンパニオン代表から鈴木実行委員長と阿部香作博覧会事務局長へ感謝の花束とレイの贈呈を行い終了後はサントリーガーデンにてさよならパーティーを開催[37]。
  - 8月25日 - 出品物搬出終了[142]
  - 9月18日 - 建物解体作業終了[142]
  - 10月末 - 敷地復元終了[142]

## 交通アクセス
- 北海道中央バスが国鉄札幌駅東急百貨店前と札幌市営地下鉄南郷13丁目駅・平岸駅から会場への直通バスを運行[143]。
  - 札幌駅から会場の路線には特別車両として定員74名（1階22席・2階52席[44]）の二階建てバスネオプラン・スカイライナー「Dream Sapporo（ドリームサッポロ）」を運行[144]。1982年4月12日に苫小牧港から第1号車が北海道入りし[144]、4月28日に報道関係者向け試乗会を実施[145]、5月13日から28日までの全道PRキャラバンにてPR車両として用い函館・室蘭・苫小牧・帯広・釧路・北見・旭川・留萌・深川・滝川・芦別・砂川・岩見沢・千歳・江別の15都市で地方試乗会を行った後[146]、5月30日に札幌での試乗会を実施[147]、開幕後は東急百貨店発着5往復・札幌そごう発着2往復を運行[148]、満席が続いた事から7月3日からは1台を追加し2台体制とし1日27便（東急百貨店発8本・東急百貨店着9本・そごう発着5往復[149]）に増発するとともに中央バス札幌ターミナルから藻岩山山頂・すすきの方面への夜間定期観光バスにも使用された[150][151]。閉幕後は貸切・チャーターや高速路線車両として使用された[152]。
  - 後志・石狩・空知・上川管内の中央バスターミナル・営業所にて130円乗車券5枚組の「'82北海道博覧会記念乗車券」を計1万セット発売、なお二階建てバスへの使用は不可とされた[148]。切符入れに2階建てバス写真と5枚の半券それぞれにファミリーランド、テーマ館、エネルギー館、食糧館、北方圏館のイメージ図をあしらった[152]。
- 日本国有鉄道北海道総局が往復割引切符や記念切符を発売。
  - 函館駅・五稜郭駅・長万部駅・小樽駅・岩見沢駅・滝川駅・苫小牧駅・室蘭駅・東室蘭駅・深川駅・旭川駅・留萌駅・名寄駅・北見駅・網走駅・新得駅・帯広駅・釧路駅から札幌駅までの平均11%割引の往復乗車券と札幌駅から博覧会会場までの二階建てバス除くバス往復券と20%割引の博覧会入場割引券をセットとした「'82北海道博覧会観覧きっぷ」を指定発着駅と新得・長万部を除く各都市の市内主要旅行会社にて発売[153][154]。
  - 札幌駅・博覧会会場にて3枚組360円4万組、小樽駅・岩見沢駅・滝川駅・苫小牧駅・千歳空港駅にて120円各1種合計2万5千枚の「'82北海道博覧会開催記念入場券」、札幌駅地下国鉄バス切符売場と博覧会会場にて300円の国鉄バス記念乗車券を発売[155]、入場券購入者にはリニアモーターカー下敷きをプレゼントした[154]。